# Antonio Almonte Reynoso
Antonio Almonte (Monte Plata, 13 de junio de 1954) es un ingeniero nuclear dominicano, además es miembro fundador de la dirección ejecutiva del Partido Revolucionario Moderno (PRM).  Desde el 16 de agosto de 2020 hasta el 16 de agosto de 2024, ejerció la funciones de ministro de Energía y Minas de la  República Dominicana bajo el gobierno de Luis Abinader.
En la actualidad, es cónsul general de la República Dominicana en Boston y asesor en materia energética del presidente Luis Abinader.

## Biografía

### Formación Académica
Antonio Almonte tiene un máster en Física Nuclear por la Universidad de Surrey (Gran Bretaña) y otro en Ingeniería Nuclear por el Instituto de Estudios Nucleares CIEMAT (España).También realizó estudios de posgrado en economía de infraestructuras en la Universidad de Harvard, amplió sus conocimientos en diseño de mercados eléctricos en la Universidad de Miami e hizo una estancia de investigación en la Universidad de Emory (Atlanta). 

### Trayectoria Profesional
Dentro de su vida laboral destaca la dirección de Radioterapia y Física en el Instituto de Oncología Dr. Heriberto Pieter. Labor que le permitió estudiar en profundidad las posibilidades de utilización de tecnologías nucleares con fines pacíficos y en condiciones de seguridad radiológica para pacientes y personal médico. Además, ha transmitido sus conocimientos y experiencias en medicina oncológica a otras instituciones dominicanas que son referentes en este campo. 
Fue director del Instituto de Física de la Universidad Autónoma de Santo Domingo (UASD), catedrático de esa alta casa de estudios y también director del Instituto Tecnológico de Santo Domingo ( INTEC). Desde estas instituciones de prestigio impulsó diferentes proyectos de investigación superior y contribuyó a la formación de alumnos y profesores en dichas áreas de especialización. Dentro de sus intereses académicos destacan la confiabilidad de los mercados eléctricos, política energética con dimensión estatal, evaluación de la eficiencia energética, energías renovables o energía nuclear con fines pacíficos.
Ha investigado y escrito profusamente sobre los campos de su gestión ministerial. En sus publicaciones ha abordado -entre otros temas- los procesos de descarbonización, pérdidas técnicas y no técnicas, diplomacia energética, composición tarifaria, condicionalidad medioambiental, oferta renovable, minería y sostenibilidad, exploración de yacimientos minerales, combustibles para la transición energética… Sus artículos de opinión han sido publicados en medios como Acento, Diario Libre o el periódico Hoy.  

### Trayectoria Política
Fue director del Instituto Dominicano de Tecnología Industrial (INDOTEC) entre los años 2000-2003 y director de la Comisión Nacional de Energía (CNE) hasta agosto de 2004. Lideró el proceso de desvinculación de INDOTEC del Banco Central y su conversión en el actual Instituto de Investigaciones y Biotecnología Industrial (IIBI).
Condujo el proceso de elaboración del Plan Energético Nacional 2004-2015, así como de la Propuesta de Reforma del Sector Eléctrico Dominicano (junio 2004), por encargo del Poder Ejecutivo mediante el Decreto 1036-03, octubre 2003.
Ha sido director de la Comisión de Energía y Minas del Partido Revolucionario Moderno y vocero principal de dicho partido en materia energética.  